# 布基納法索國家奧林匹克和體育委員會
布基納法索國家奧林匹克和體育委員會（Burkinabé National Olympic and Sports Committee）是布基納法索的體育部門和國家奧林匹克委員會。該組織成立於1965年6月10日，是國際奧委會和非洲國家奧林匹克委員會聯合會的成員。1988年，首次以布基納法索的名義參加在南韓漢城舉行的夏季奧運會。
現時，布基納法索國家奧林匹克和體育委員會的總部設在該國首都瓦加杜古，主席是Jean-Pascal Kinda。

## 資料來源
1. ↑  .   [2014-03-26]. （原始内容存档于2009-02-20）.